# Роберт Ламот
Роберт Ламот (хол. Robert Lamoot; Остенде, 18. март 1911 — 15. јун 1996) био је белгијски фудбалер.

## Биографија
Играо је као нападач за Даринг, а затим и Шарлроа 1930-их.
Био је члан „црвених ђавола”. Једини гол постигао је на свом дебију, 22. октобра 1933, у тешком поразу у Дуизбургу, од Немачке (8 : 1). За репрезентацију је наступио седам пута, а последњи меч је одиграо 1939.